# Леви, Уильям
Уильям Гутьеррес Леви (исп. William Gutiérrez Levy, род. 29 августа 1980) — американский и мексиканский испаноязычный актёр, телеперсона и модель кубинского происхождения.

## Биография
Уильям Леви родился 29 августа 1980 года в Кохимаре, рыбацкой деревушке около Гаваны, был старшим из трёх детей, воспитывался матерью-одиночкой. Его семья имеет еврейские корни со стороны деда по матери . Эмигрировал в Майами, штат Флорида, в возрасте 14 лет. Изучал актёрское мастерство сначала в Лос-Анджелесе, затем в Майами и Мехико.
Его первой работой на телевидении стало участие в двух реалити-шоу американского испаноязычного телеканала Telemundo: Isla de la Tentación и Protagonistas de Novela 2. Первую свою роль в качестве актёра он сыграл в 2005 году в пуэрто-риканском спектакле La Nena Tiene Tumbao. Первую роль в кино сыграл в 2008 году в фильме «Обрывки жизни». Впоследствии сыграл целый ряд ролей в американских испаноязычных телесериалах и мексиканских теленовеллах, временно переехав в Мексику в 2007 году и исполнив главную роль в сериале 2008 года «Осторожно с ангелом», а в 2011 году сыграв в телесериале «Триумф любви»; был участником шоу «Танцы со звездами», в течение некоторого времени имел контракт с модельным агентством.
11 июля 2009 года принял католицизм. В 2011 году появлялся на обложке специального выпуска испаноязычного журнала People en Español , посвящённого «самым сексуальным мужчинам в мире». В гражданском браке с актрисой Элизабет Гутьерес, от которой имеет сына - Кристофер Леви и дочь - Кайли Леви

## Фильмография
| Год       |   | Русское название             | Оригинальное название            | Роль                          |
| --------- | - | ---------------------------- | -------------------------------- | ----------------------------- |
| 2002      | с |                              | La Isla de la Tentacion          | играет самого себя            |
| 2003      | с |                              | Protagonistas de novela 2        | играет самого себя            |
| 2006      | с | Никогда не забуду тебя       | Olvidarte Jamás                  | Херман Торрес                 |
| 2007      | с | Страсть                      | Pasión                           | Васко Дарьен                  |
| 2007—2008 | с | Загнанная                    | Acorralada                       | Ларри                         |
| 2008      | с | Улица Сезам                  | Plaza Sésamo                     | Уильям                        |
| 2008      | ф | Обрывки жизни                | Retazos de vida                  | Тьяго                         |
| 2008—2009 | с | Осторожно с ангелом          | Cuidado con el ángel             | Хуан Мигель                   |
| 2009      | с | Очарование                   | Sortilegio                       | Алехандро Ломбардо            |
| 2010      | с | Женщины-убийцы               | Mujeres asesinas                 | Фонси                         |
| 2010—2011 | с | Триумф любви                 | Triunfo del amor                 | Максимилиано Сандоваль        |
| 2012      | с | Танцы со звездами            | Dancing with the Stars           | играет самого себя (участник) |
| 2012      | с | Свободные леди               | Single Ladies                    | Энтони                        |
| 2013      | с | Буря                         | La Tempestad                     | Дамиан Фабре                  |
| 2014      | с | Клуб одиноких мам            | The Single Moms Club             | Мэнни                         |
| 2014      | ф | Зависимый                    | Addicted                         | Квинтон Каноза                |
| 2014      | ф | Перемены в сердце            | A Change of Heart                | Карлос                        |
| 2015      | ф | Срок жизни                   | Term Life                        | Алехандро                     |
| 2017      | ф | Обитель зла: Последняя глава | Resident Evil: The Final Chapter | Кристиан                      |
| 2019      | ф | В объятиях убийцы            | En Brazos de un Asesino          | Виктор                        |